# Wallners
Die Wallners sind eine österreichische Geschwisterband, deren Musik dem Dream-Pop und Indie-Pop-Genre zugeordnet werden kann.

## Geschichte
Die vier Geschwister Anna Wallner, Laurenz Wallner, Max Wallner und Nino Wallner musizierten schon früh zusammen, da ihr Vater ein Klaviergeschäft besaß und den Kindern das Klavierspielen beibrachte. Während der Corona-Pandemie im Jahr 2020 traten sie an die Öffentlichkeit und wurden von der Universal Music unter Vertrag genommen. Es folgte die erste Single In my Mind und ein Jahr später die erste EP. Im Jahr 2023 erlangte In My Mind größere öffentliche Aufmerksamkeit, da es – als einziger Soundtrack – im renommierten Filmdrama Roter Himmel verwendet wurde. Anfang 2025 veröffentlichte die Band ihr Debütalbum End of Circles und ging erstmals auf Tour.

## Stil
Als Inspirationsquelle für die Geschwisterband gilt unter anderem die Musik von Cigarettes After Sex. Auch der Musikstil der Wallners wird von Kritikern als reduktionistisch, bisweilen melancholisch und träumerisch bezeichnet, wobei „gemächliches Tempo und gedankenverlorener Schönklang“ die Lieder prägen.

## Diskografie

### Alben
- 2025: End of Circles

### EPs
- 2021: Prolog I

### Singles
- 2020: In My Mind
- 2020: Ships
- 2021: Dracula